# Trận Cát Bi
Trận tập kích sân bay Cát Bi hay Trận Cát Bi là một trận đánh của bộ đội địa phương tỉnh Kiến An (nay là quận Kiến An, thành phố Hải Phòng) với Thực dân Pháp diễn ra vào ngày 7 tháng 3 năm 1954.
Đầu năm 1954, thực hiện chủ trương phối hợp, chia lửa với chiến trường Điện Biên Phủ, quân và dân Hải Phòng - Kiến An phối hợp các đòn tấn công của bộ đội chủ lực, mở rộng chiến tranh du kích: Hàng chục đoàn tàu bị lật đổ, hàng chục đồn bốt bị san bằng, nhiều kho xăng dầu của địch bị đốt cháy… Nhưng có lẽ chiến công vang dội nhất của quân và dân Hải Phòng - Kiến An trong kế hoạch Xuân Hè 1954 là trận tập kích sân bay Cát Bi, đốt cháy 59 máy bay. Chiến thắng Cát Bi đã góp phần làm đảo lộn, phá sản kế hoạch Nava của thực dân Pháp, chặt đứt một con đường tiếp viện quan trọng của địch cho chiến trường Điện Biên Phủ đang trong giai đoạn quyết liệt nhất.

## Tình hình chung
- Sân bay Cát Bi là sân bay lớn nhất của địch ở Đông Dương, được thực dân Pháp tái thiết, mở rộng và nâng cấp vào các năm 1952 - 1953 để trực tiếp phục vụ tập đoàn cứ điểm Điện Biên Phủ. Để bảo vệ sân bay, giặc Pháp dồn dân, lập vành đai trắng, xây dựng hệ thống phòng thủ nhiều tầng, nhiều lớp, gồm 77 đồn bốt, tháp canh rải khắp sân bay, 6 - 7 lớp hàng rào dây thép gai xen lẫn bãi mìn đủ loại. Chúng còn bố phòng 13 cụm phòng không bằng vũ khí trọng liên và đặt 5 đồn bốt kiên cố chốt dọc tuyến đường 14 (Hải Phòng - Đồ Sơn).
-Bên cạnh đó, cùng với việc thường xuyên duy trì hoạt động lùng sục, đánh hơi của một đại đội thám báo do viên tướng Pháp chỉ huy. Vào thời kỳ cao điểm, chúng sử dụng tới 7 tiểu đoàn Âu Phi Lê Dương và ngụy quân canh phòng bảo vệ sân bay. Hàng ngày, địch tổ chức canh giữ, tuần tiễu rất nghiêm ngặt khắp trong lẫn ngoài sân bay. Cứ 15 phút đội tuần tiễu vòng lại một lần với sự tham gia của đội quân chó săn được huấn luyện tinh thông, phương tiện cơ giới và hệ thống đèn pha chiếu sáng dày đặc.
- Tháng 7/1953, tổ trinh sát thuộc bộ đội địa phương tỉnh Kiến An được giao nhiệm vụ vào xã Hòa Nghĩa xây dựng cơ sở để bí mật tổ chức đưa lực lượng trinh sát vào sân bay nắm tình hình địch. Khó khăn lớn nhất lúc này là, do địch thường xuyên bao vây, càn quét, khủng bố và phục kích trên khắp các ngả đường nên việc ra vào của trinh sát hết sức khó khăn và khó khăn lớn nhất vẫn là tiếp cận, lấy lại lòng tin của nhân dân đối với cách mạng. Vì vậy anh em trinh sát ban ngày phải nằm hố, chui dưới bụi cây nơi sình lầy, bị muỗi đốt, vắt chích đau buốt, không cơm ăn, nước uống, đói rét cắt da, rồi đêm đến mới mò vào gặp dân, tuyên truyền vận động, xây dựng cơ sở.
- Cứ như vậy, sau gần tháng trời bám trụ, các chiến sĩ mới xây dựng được các cơ sở trong nhân dân để chuẩn bị cho trận tập kích sân bay. Nhờ các cơ sở quần chúng cách mạng trung kiên ở xã Hòa Nghĩa, Kiến Thụy mà anh em trinh sát mới thực hiện trót lọt khoảng 36 lần để đếm đi đếm lại từng hàng rào, kho tàng, bãi mìn, từng ngọn đèn pha, hoạt động của sở chỉ huy, vị trí đỗ và kích thước của từng loại máy bay; thói quen sinh hoạt của từng toán, từng ổ đèn pha và của mỗi tên trực gác…
- Tuy vậy, tuần tra không ít lần các chiến sĩ trinh sát gặp sự cố bất ngờ đến thót tim như: Vô tình vướng dây hàng rào làm mìn nổ, có lần gây tiếng động mạnh trong trạm xưởng, bị địch bao vây lùng sục; quên thời gian không ra kịp trước khi trời sáng, đành phải ém quân, nhịn đói chờ đến đêm lại thực thi nhiệm vụ…

## Diễn biến
- Lực lượng trực tiếp tham gia trận tập kích sân bay Cát Bi ngày 7/3/1954 gồm 32 cán bộ, chiến sĩ, do các đồng chí Minh Khánh (Lê Thừa Giao) làm chỉ huy trưởng, Đỗ Tất Yến làm chỉ huy phó. Từng mũi tổ chức thành các tổ 3 người, được trang bị vũ khí cá nhân (súng, lựu đạn, dao găm…) và mỗi người 3 quả bọc phá. Quân ta chia thành 2 mũi vượt sông trong điều kiện thời tiết giá rét, rồi bí mật bám theo trinh sát mở đường, vượt qua hệ thống hàng rào dây thép gai, bãi mìn dày đặc của địch để tiếp cận với sân bay.    
- 0 giờ ngày 7/3/1954, mũi 1 do đồng chí Minh khánh chỉ huy đã vào trong sân bay, bí mật ém quân gần đường băng cách khu máy bay đỗ 50m. Mũi 2 do đồng chí Đỗ Tất Yến chỉ huy đã vượt qua hàng rào thứ 5 thì gặp một hồ rộng, nước sâu, bèo tốt không thể lội hoặc vòng qua được. Lúc ấy sắp đến giờ nổ súng, đồng chí Yến đắn đo định cho nổ súng báo hiệu cho mũi 1 cứ đánh, nhưng các đồng chí quân báo dẫn đường đề nghị không nổ súng mà quay lại đi theo đường mũi 1 vào sân bay để đánh. Đồng chí Yến nghe theo và cho bộ đội nhanh chóng quay ra, đi theo đường của mũi 1 vào trong sân bay.
- 0 giờ 45 phút ngày 7/3, cả hai mũi tiến công đã triển khai xong, tất cả thành hàng ngang đối diện với đường băng nơi máy bay đỗ. Cán bộ chỉ huy kiểm tra từng chiến sĩ, chỉ rõ mục tiêu đánh. Lúc 1 giờ, sắp đến giờ nổ súng thì một tiểu đội lính Âu Phi đi tuần đến gần mũi 1. Đồng chí Minh Khánh nhận định: Nếu để quân địch phát hiện trước, ta sẽ mất yếu tố bất ngờ, ảnh hưởng đến kết quả trận đánh, liền hạ lệnh cho tổ quân báo nổ súng tiêu diệt bọn đi tuần và toàn đội xông lên đồng loạt ném lựu đạn diệt bọn lính gác máy bay. Bọn tuần tiễu và lính gác bị đánh bất ngờ, đối phó không kịp bị ta diệt gần hết, một vài tên sống sót bỏ chạy.
- Theo lệnh tiến công, các chiến sĩ dũng cảm xông vào khu máy bay đỗ, móc bộc phá, giật nụ xòe phá hủy từng chiếc một. Bị tập kích bất ngờ, lợi dụng mấy phút đầu địch chưa kịp phản ứng, từng tổ xông lên đánh phá máy bay theo kế hoạch được phân công, lửa cháy rực cả góc trời. Khi cả sân bay Cát Bi đã biến thành biển lửa ngút trời, quân địch mới kịp hoàn hồn và tổ chức phản công. Chúng dùng hoả lực mạnh từ các hướng chống trả rất quyết liệt như: điên cuồng vãi đạn, thả đèn dù, pháo sáng tìm mục tiêu, kéo còi inh ỏi… Nhưng tất cả đã muộn, ngay sau cuộc tập kích chớp nhoáng khoảng 15 phút, đánh nhanh diệt gọn, các chiến sĩ ta đã khẩn trương rút lui khỏi trận địa, tìm về nơi tập kết an toàn trong sự vui mừng và chở che, đùm bọc của nhân dân, để lại cho quân địch bao nỗi kinh hoàng.

## Kết quả
- Bộ đội ta đã phá huỷ và đốt cháy khoảng 59 máy bay các loại, trong đó phần lớn là máy bay chiến đấu và máy bay vận tải của địch, phá huỷ nhiều vũ khí và tiêu diệt 6 lính Âu Phi, làm tê liệt hoạt động tiếp viện cho chiến trường Điện Biên Phủ của quân đội Pháp. Để có được trận tập kích vang dội, các cán bộ, chiến sĩ ta đã phải mất gần 8 tháng trời chuẩn bị, rất công phu với bao khó khăn, gian khổ, mất mát, hy sinh (trong quá trình trinh sát, chuẩn bị và chiến đấu đã có 16 cán bộ, chiến sĩ bị bắt và hy sinh).

## Ý nghĩa
- Tiêu hao phương tiện chiến tranh của địch, hỗ trợ đắc lực cho chiến dịch Điện Biên Phủ.
- Cổ vũ phong trào thi đua giết giặc lập công trên các mặt trận, nhất là Điện Biên Phủ. Làm cho địch hoang mang, dao động.
- Phát triển nghệ thuật quân sự Việt Nam: Sử dụng lực lượng nhỏ, với cách đánh táo bạo, đạt hiệu suất chiến đấu cao, góp phần phát triển chiến tranh du kích trong chiến cuộc Đông Xuân (1953-1954).
- Các chiến sĩ tham gia trận đánh được Chủ tịch Hồ Chí Minh tặng danh hiệu "Dũng sĩ Cát Bi"; đơn vị đánh sân bay Cát Bi được Chủ tịch Hồ Chí Minh tặng danh hiệu "Đoàn dũng sĩ Cát Bi" và Chủ tịch nước tặng thưởng Huân chương Quân công hạng Nhất.